# Kunmingosaurus
Genre
Espèce
Kunmingosaurus est un genre fossile de dinosaures sauropodes du Jurassique inférieur retrouvé en 1954 au Yunnan, en Chine. L'espèce-type, Kunmingosaurus wudingensis, a été décrite par Zhao en 1985 et Dong en 1992. Elle est basée sur des fossiles retrouvés dans la formation géologique de Fengjiahe (en).
Il est considéré comme nomen dubium par P. Upchurch et al. (2004),.